# Метафиз

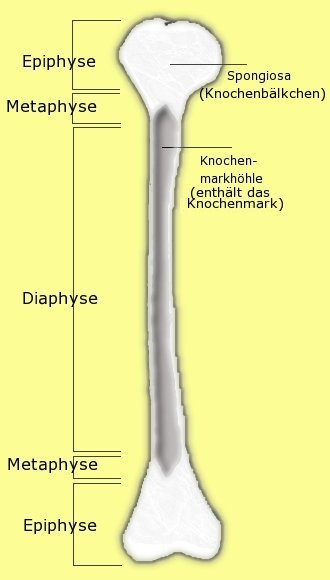
Строение длинной трубчатой кости.

Мета́физ — отдел трубчатой кости, прилегающий к эпифизарной пластинке. За счёт эпифизарной пластинки осуществляется рост кости в длину в детстве и юношеском возрасте; в процессе роста отмечается окостенение метафиза со стороны эпифиза. В 25 лет метафиз перестаёт расти и окостенение завершается с формированием целостной кости.

## Клиническое значение
Из-за богатого кровоснабжения, метафизы длинных трубчатых костей более подвержены поражению гематогенным остеомиелитом у детей.
В числе других заболеваний метафиза — остеосаркома, хондросаркома, фибросаркома, остеобластома, энхондрома, фиброзная дисплазия, простые и аневризмальные костные кисты, неоссифицирующая фиброма и остеоид-остеома.